# Potentilla simulatrix
Potentilla simulatrix är en rosväxtart som beskrevs av Nathanael Matthaeus von Wolf. Potentilla simulatrix ingår i Fingerörtssläktet som ingår i familjen rosväxter. Utöver nominatformen finns också underarten P. s. grossidens.